# Platon Zubov
Platon Alexandrovič Zubov (rusky Платон Александрович Зубов; 15. listopadujul./ 26. listopadu 1767greg., Vladimir – 7. dubnajul./ 19. dubna 1822greg., Rundāle, Kuronsko) byl ruský šlechtic a politik, od roku 1789 milenec a favorit carevny Kateřiny Veliké, jeden z vrahů cara Pavla I.

## Život a kariéra
Zubov sloužil jako důstojník v jezdecké gardě, hraběcí titul mu udělila Kateřina Veliká. Zubov byl od roku 1789 jejím o mnoho let (38) mladším milencem, což bylo předmětem mnohých pomluv – mohla by být jeho nejen matkou, ale v době, kdy ženy rodily v časném věku, i jeho babičkou. Po smrti knížete Potěmkina, který nepřipustil, aby se Zubov míchal do politiky, jeho význam každým dnem rostl – přešly na něj úřady, které před tím držel Potěmkin (v roce 1792 získal vedení artilerie, černomořské flotily a úřad generálního gubernátora v Novorossijsku).
Neměl žádnou kvalifikaci, byl chtivý a nevzdělaný, přitom však útočný vůči ostatním politikům. Jedním díky němu padnuvším ministrem byl Alexandr Bezborodko. Všechny záležitosti za něj vyřizovali tři jeho tajemníci (Altesti, Gribovskij a Ribas), osoby velmi nízké morálky, které se staraly především o své obohacení a prospěch. Sám Zubov v té době získal knížecí titul a statky v části Polska, kterou Rusko získalo při druhém dělení Polska.
Car Pavel I. byl k němu po nástupu na trůn laskavý, záhy ho však vypověděl za hranice a zkonfiskoval jeho majetky. Na přímluvu hraběte Kutajsova mu je však posléze navrátil a (ke své škodě) mu dovolil vrátit se zpět. V noci z 11. na 12. března 1801 byl Pavel zavraždě spiklenci ve své právě dokončené rezidenci, v Michajlovském zámku. O spiknutí, kterého se účastnili carovi nepřátelé, není známo příliš mnoho. K jeho vůdcům vedle jiných (generál L. L. Bennigsen, petěrburský vojenský gubernátor Peter A. von der Pahlen, generál Talicyn) patřil i kníže Zubov s bratry.
Poslední roky života Zubov strávil v městečku Janiški v Bilenské gubernii; 7. dubna 1822 zemřel bez potomků. Jeho dva bratři, Valerij a Nikolaj, udělali kariéru díky jeho protekci.

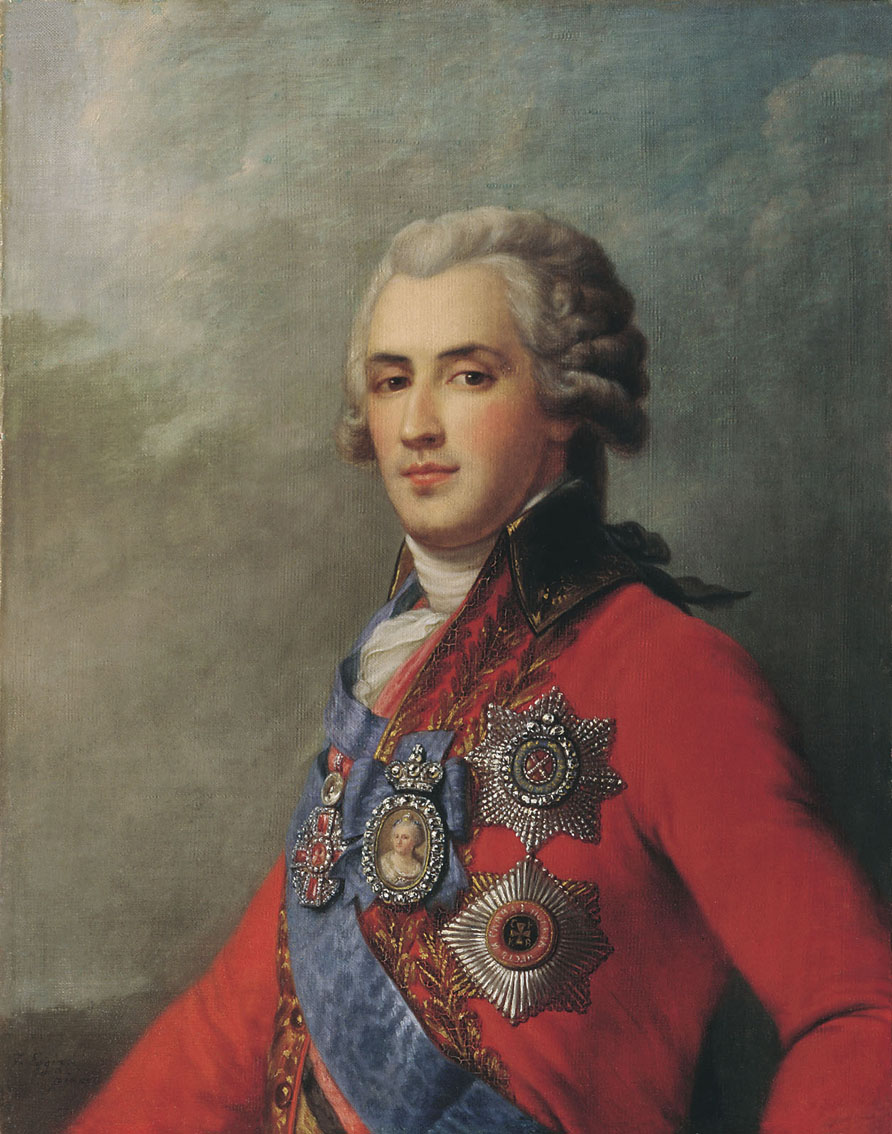
Platon Zubov
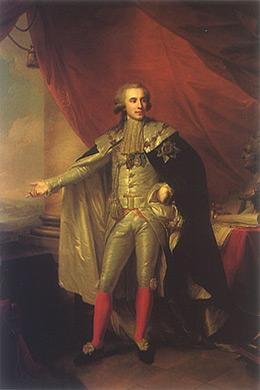
Płaton Zubov